# Zgornja Dravska dolina
Zgornja Dravska dolina je del Dravske doline v Avstriji v avstrijskih deželah Koroška in Vzhodna Tirolska. Razteza se od Lienza do Möllbrücka.

## Geografija

### Lega
Zgornja Dravska dolina se začne v Lienzu pri izlivu Isla/Isel v Dravo na nadmorski višini 673 metrov nad morjem in se konča pri izlivu Mele/Mölla v Dravo pri kraju Möllbrücke na 550 metrih nadmorske višine. Dolina je dolga okoli 60 kilometrov s porečjem 698,8 kvadratnih kilometrov. Na severu Zgornja Dravska dolina meji na Schoberjevo skupino in Kreuzeckovo skupino, na jugu pa na Lienške Dolomite in Ziljske Alpe.

### Stranske doline
Največje pritočne doline Zgornje Drave so: 
 

### Pomembni kraji
Najpomembnejši kraji v Zgornji Dravski dolini so (dolvodno): Lienz, Oberdrauburg, Greifenburg, Steinfeld in Möllbrücke.

## Zgodovina
Keramične najdbe pri Lavantu kažejo na poselitev v mlajši kameni dobi.
Rimsko naselje Aguntum je igralo pomembno vlogo v prvih dveh stoletjih našega štetja in ga je cesar Klavdij povzdignil v status mesta. Via Julija Avgusta je vodila iz Ogleja preko Prelaza Plöcken in Prelaza Ziljski vrh v Dravski dolini in se razcepila pri Irschenu. Zahodni del je vodil v Aguntum, vzhodni pa v Teurnijo pri Špitalu ob Dravi.
Med izkopavanji leta 2016 so v bližini Irschena odkrili ostanke naselbine na vrhu hriba iz obdobja med četrtim in šestim stoletjem. 
Že iz leta 1209 obstajajo zapisi, da je v Zgornji Dravski dolini potekalo splavarjenje. Glavni predmeti, ki so jih prevažali, so bili les, oglje, železnina in tkanine. Zlasti v 17. stoletju je bila reka pomembno prometno sredstvo za žage in kasneje za tovarne celuloze. Z izgradnjo železnice je rafting izgubil pomen in bil dokončno opuščen sredi 20. stoletja.

## Gospodarstvo in infrastruktura
Pomembna podjetja v Zgornji Dravski dolini so Alpha Tech Präzisionsbau GmbH, KVS SANSYSTEM-Fertigbäder GmbH, Weissenseer Holz-System-Bau GmbH, Holzbau THALMANN,  in WinklerBau GmbH, ki je bilo ustanovljeno leta 1935. 

### Turizem
Regija Gornje Dravske doline ponuja predvsem športne in prostočasne dejavnosti na prostem, od kolesarjenja, pohoda z lamami, jadralnega padalstva, jadranja in deskanja, plezanja, golfa ali lokostrelstva do vožnje s kanujem po Dravi.

### Promet
- Železnica: Dravska železnica[10], ki je bila odprta leta 1871, je bila elektrificirana leta 1989. [11]
- Cesta: Najpomembnejša cestna povezava je Dravska cesta B100. Od tu se cesta Großglockner B107 odcepi v Dolino Mele/ Mölltal pri Debantu, cesta čez Prelaz Plöcken B110 se odcepi na Ziljsko dolino pri Oberdrauburgu in cesta Weißensee B87 se odcepi pri Greifenburgu na Weißensee.
- Kolesarska pot: Dravska kolesarska pot poteka ob reki od Lienza do Oberdrauburga, nato pa se večkrat odmakne od Drave.[12]